# Argamasilla de Alba
Argamasilla de Alba är en ort i Spanien. Den ligger i provinsen Provincia de Ciudad Real och regionen Kastilien-La Mancha, i den centrala delen av landet, 150 km söder om huvudstaden Madrid. Argamasilla de Alba ligger 674 meter över havet och antalet invånare är 6 902.
Terrängen runt Argamasilla de Alba är platt. Runt Argamasilla de Alba är det glesbefolkat, med 16 invånare per kvadratkilometer. Närmaste större samhälle är Tomelloso, 6,9 km nordost om Argamasilla de Alba. Trakten runt Argamasilla de Alba består till största delen av jordbruksmark.